# Schouwburgplein (Rotterdam)

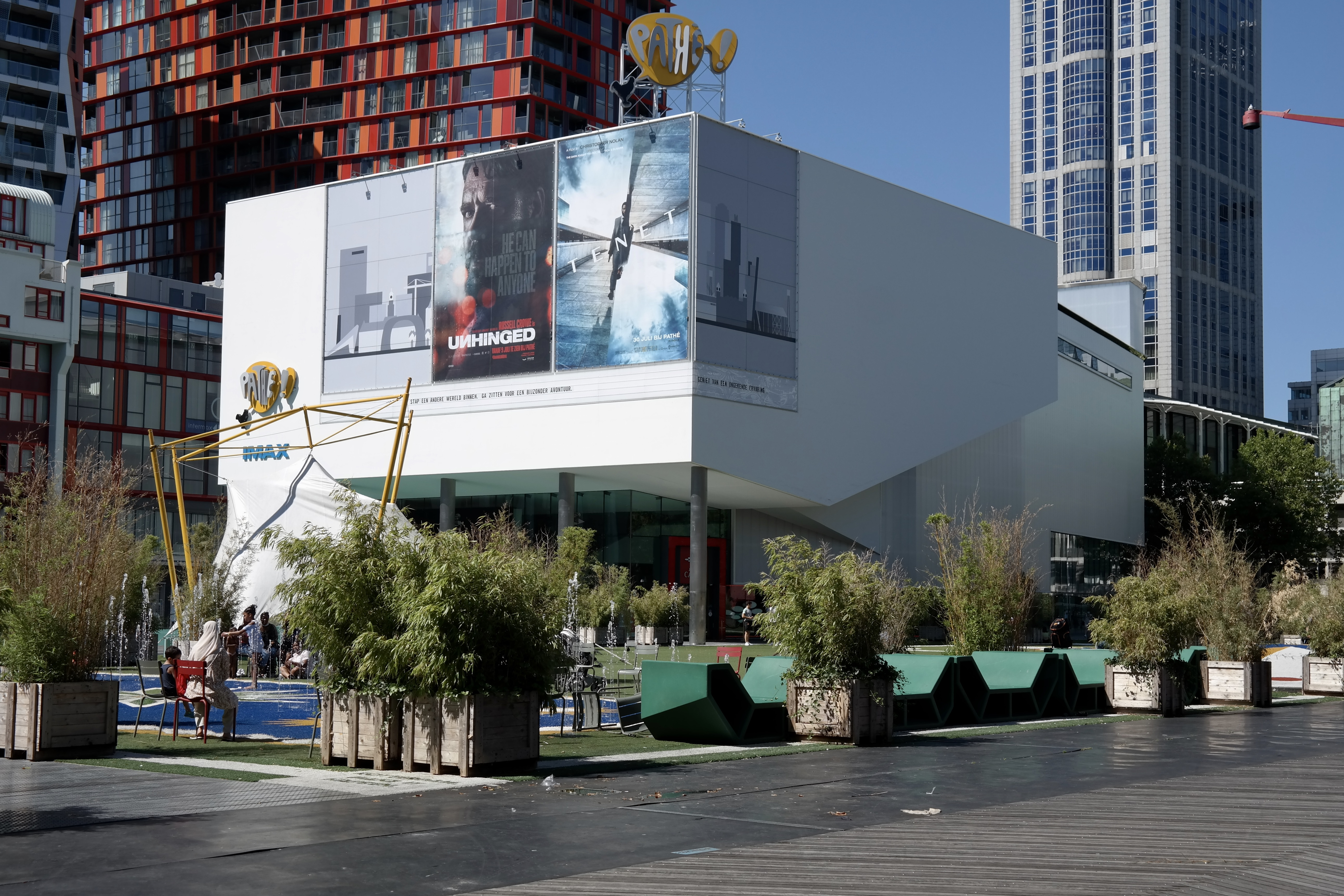
Pathé Bioscoop van architect Koen van Velsen.

Het Schouwburgplein is een auto- en fietsvrij plein in Rotterdam met de bioscoop Pathé Schouwburgplein (bekleed met golfplaten) met zeven zalen, en de Rotterdamse Schouwburg, en aan de noordkant het concertgebouw De Doelen. Eronder is een grote parkeergarage.
Voor de bestrating is gebruikgemaakt van materialen als epoxy, hout, rubber en metaal. Er zijn grote bewegende lichtmasten, lange banken, en afwisselend spuitende fonteintjes. Verticale ventilatiepijpen zijn per twee omgeven door hekwerk en vormen zo een soort torens.

## Geschiedenis
Het Schouwburgplein is onderdeel van het Basisplan voor de Wederopbouw van Rotterdam uit 1946. Voor de oorlog was op de plaats van het Schouwburgplein een dichtbevolkte stadswijk. Door het bombardement op 14 mei 1940 brandde deze wijk af, op de bebouwing van de Mauritsweg na. In de oorlog werd in de open vlakte een noodschouwburg gebouwd van afgebikte stenen uit de binnenstad.
Vanaf 1962 verscheen aan de noordkant van het plein het concertgebouw De Doelen. Onder het Schouwburgplein werd in 1966 de parkeergarage geopend. Sinds die tijd is het Schouwburgplein bovengronds een autoloze en boomloze vlakte.
De westzijde van het Schouwburgplein is tussen 1980 en 1985 gevuld door het 'Woondok', een wooncomplex met winkels en kantoren op straatniveau. In 1987 is de noodschouwburg afgebroken om plaats te maken voor een nieuwe. In 1996 is het plein geheel nieuw ingericht naar ontwerp van Adriaan Geuze. Het plein werd iets verhoogd en is volgens de architect een stadspodium. Op het plein werd dat jaar ook de bioscoop geopend.
Admiraal de Ruyterweg ·
Admiraliteitskade ·
Aert van Nesstraat ·
Baan ·
Batavierenstraat ·
Beukelsdijk ·
Beursplein ·
Beurstraverse ·
Binnenweg ·
Binnenwegplein ·
Binnenrotte ·
Blaak ·
Boezemweg ·
Boompjes ·
Bosland ·
Botersloot ·
Burgemeester van Walsumweg ·
Churchillplein ·
Coolsingel ·
Coolvest ·
Eendrachtsplein ·
Eendrachtsweg ·
Geldersekade ·
Goudsesingel ·
's-Gravendijkwal ·
Haagseveer ·
Henegouwerlaan ·
Hofdijk ·
Hofplein ·
Hoogstraat ·
Jonker Fransstraat ·
Karel Doormanstraat ·
Kipstraat ·
Kolk ·
Koningin Emmaplein ·
Korte Hoogstraat ·
Kruiskade ·
Kruisplein ·
Leuvehoofd ·
Lijnbaan ·
Lombardkade ·
Maasboulevard ·
Mariniersweg ·
Mathenesserlaan ·
Mauritsweg ·
Meent ·
Museumpark ·
Oostmolenwerf ·
Oostplein ·
Oude Binnenweg ·
Parkkade ·
Parklaan ·
Pim Fortuynplaats ·
Plein 1940 ·
Pompenburg ·
Rochussenstraat ·
Saftlevenstraat ·
Schiedamsedijk ·
Schiedamse Vest ·
Schouwburgplein ·
Spaansekade ·
Stadhuisplein ·
Stationsplein ·
Stroveer ·
Van Oldenbarneveltstraat ·
Vasteland ·
Veerkade ·
Weena ·
Westblaak ·
Westerkade ·
West-Kruiskade ·
Westersingel ·
Westplein ·
Willemskade ·
Willemsplein ·
Witte de Withstraat